# Acer boscii
Acer boscii é uma espécie de árvore do gênero Acer, pertencente à família Aceraceae.